# Taaldiscriminatie
Taaldiscriminatie, ook bekend als glottofobie (taalangst), is een uitdrukking om het mechanisme te kunnen benoemen dat mensen die zich vanwege hun moedertaal beter voelen dan anderstaligen, de laatsten als minderwaardig behandelen. Het past aldus in het jargon van de Vlaamse taalstrijd.
Vlaanderen pleit daarom voor een actieve taalpolitiek binnen de Nederlandse Taalunie, uit angst voor verdere verfransing, zoals die van Brussel, en tegenwoordig ook als middel tegen de oprukkende verengelsing. Bij de taalstrijd in België hoort dan weer dat indien de taalpolitiek van Vlaanderen de positie van Vlaamse Franstaligen dreigt aan te tasten de Franstalige Gemeenschap direct de Vlamingen van taaldiscriminatie beschuldigt en de Raad van State en het Arbitragehof inschakelt om de Vlaamse maatregel ongeldig te laten verklaren.

## Taalwetgeving
Taaldiscriminatie lijkt een sociaal geaccepteerde vorm van discriminatie, in tegenstelling tot andere vormen van discriminatie, die duidelijker gebaseerd zijn op ras of nationaliteit. Qua wetgeving slagen de meeste landen er nog steeds niet in hun burgers hiertegen te beschermen.

### België
Discriminatie op grond van taal is in België strafbaar gesteld. Geen enkel ander land in Europa, behalve ook Frankrijk, heeft het begrip expliciet juridisch ingekaderd. 
De strafbaarstelling wordt door geen enkel supra- of internationaal verdrag ondersteund. 
- De Raad van Europa heeft het niet opgenomen in het EVRM-verdrag.
- In de Europese Conventie kreeg het geen plaats, ook niet in de nooit unaniem geratificeerde Grondwet : in het Europees Parlement werd discriminatie op grond van taal, op te nemen in de Grondwet, weggestemd in november 2005.
- Het Europees Verdrag ter Bescherming van de Nationale Minderheden kent het begrip niet. België heeft mede om die reden dit verdrag niet willen ratificeren.
- Daarnaast biedt het Europees Handvest voor regionale talen of talen van minderheden totale bescherming aan taalminderheden, terwijl in België het tot de communautaire twisten behoort of de taalfaciliteiten definitief zijn, gaandeweg uitdoven dan wel uitdrukkelijk uitzonderingsgevallen zijn volgens de Omzendbrief-Peeters.

Toch bestaat er wel redelijk wat recente Europese jurisprudentie die aangeeft dat geen enkele vorm van discriminatie aanvaardbaar is, ook niet op basis van taal. 
Belgen stellen dat de taalsituatie in hun land uniek is: nergens anders zijn de taalgemeenschappen vrijwel even groot. Zij verklaren daarmee het buitenlandse onbegrip over het item.
Het FDF wordt aan Vlaamse zijde vaak verweten Vlaams-hatend en Franstalig imperialistisch te zijn (Corridor Brussel-Wallonië).

### Actiegroepen
Het Taal Aktie Komitee, de Vlaamse Volksbeweging, Brussel Ook Onze Stad en de Stichting Taalverdediging zijn taalactivistische organisaties die systematisch de gevallen van tegen het Vlaams gerichte taaldiscriminatie in het Brussels Hoofdstedelijk Gewest, de Vlaamse Rand en in de faciliteitengemeenten aankaarten. In de laatste twee gebieden komen de Franstaligen dan weer op tegen het in hun ogen taalracistisch beleid, vervat in de omzendbrieven "Peeters" en "Martens", wat volgens de Vlamingen integratiemaatregelen zijn.

## Andere gevallen
In Nederland draaiden in 1895 de Friese gebroeders Hogerhuis de gevangenis in omdat zij weigerden Nederlands voor het gerecht te gebruiken. In 1951 was het Kneppelfreed een uiting van volkswoede over taaliscriminatie tegenover de Friezen. Het Fries is inmiddels in Friesland erkend als tweede officiële taal.
In Spanje mocht tijdens het Franco-regime niets anders dan Castiliaans-Spaans gesproken worden - gebruik van talen als Andalusisch, Baskisch, Catalaans of Galicisch was in het openbaar verboden. 
Internationaal gezien hebben mensen die bijvoorbeeld Engels als moedertaal spreken een vaak over het hoofd gezien voordeel ten opzichte van de andere 90 procent van de wereldbevolking - nauwelijks bevorderlijk voor een vrije informatiestroom in twee richtingen tussen alle wereldburgers, wanneer deelname in de meeste landen beperkt is tot een kleine, hoogopgeleide elite, en dan nog alleen als tweederangsdeelnemers in vergelijking met de moedertaalsprekers (in termen van uitdrukkingskracht, gemak van deelname en het risico om belachelijk over te komen door fouten te maken).  